# Ferron
Ferron – miasto w Stanach Zjednoczonych, w stanie Utah, w hrabstwie Emery.